# Paul Masson (historien)
Pour les articles homonymes, voir Paul Masson et Masson.
Paul Célestin Masson, né à Freyming le 14 novembre 1863 et mort à Marseille le 15 décembre 1938, est un historien français.
Il est l'auteur de travaux sur Marseille et la Provence.

## Biographie
Originaire de la Lorraine annexée, Paul Masson fait sa carrière professionnelle à Marseille. Agrégé d'histoire il professe dès 1890 au lycée Thiers. En 1896 il présente sa thèse de doctorat sur l'histoire du commerce français dans le Levant au XVIIe siècle, étude à l'époque nouvelle par le sujet retenu et la méthode scientifique rigoureuse de recours aux documents. Il obtient en 1897 la chaire d'histoire et de géographie économique à l'Université d'Aix-Marseille, et fait sa leçon inaugurale le 6 décembre 1897.
À l'occasion de l'exposition coloniale de Marseille en 1906, il publie un livre sur Marseille et la colonisation française. C'est sous sa direction que parait l'encyclopédie départementale des Bouches-du-Rhône publiée par le Conseil général des Bouches-du-Rhône, la ville de Marseille et la Chambre de commerce de Marseille.

## Distinctions
Paul Masson a été fait chevalier de la Légion d’honneur par décret du 23 janvier 1909. Le 22 janvier 1903 il est élu à l'Académie de Marseille où il succède à Henry Gras ; il en sera le directeur en 1926, année du bicentenaire de cette société savante

## Publications
- Histoire du commerce français dans le Levant au XVIIe siècle, Paris, Hachette, 1896, 533 p. (OCLC 3201530), prix Thérouanne de l'Académie française en 1898
- Histoire des établissements et du commerce français dans l'Afrique barbaresque (1560-1793) (Algérie, Tunisie, Tripolitaine, Maroc), Paris, Hachette, 1903, 678 p. (OCLC 2732316)
- Marseille et la colonisation française. Essai d'histoire coloniale, Marseille, Barlatier, 1906, 592 p. (OCLC 12742263)
- Les compagnies du corail : Étude historique sue le commerce de Marseille au XVIe siècle et les origines de la colonisation française en Algérie-Tunisie, Paris et Marseille, Fontemoing et Barlatier, 1908, 254 p. (OCLC 10644176)
- Histoire du commerce français dans le Levant au XVIIIe siècle, Paris, Hachette, 1911, 678 p.
- « La conquête de la Camargue depuis 1789» dans Henri de Gérin-Ricard, Raoul Busquet, Gaston Rambert : Études d'Histoire de Provence, Société de statistique, d'histoire et d'archéologie de Marseille et de Provence (1827-1927), Marseille, 1927, 181 p.
- Les galères de France (1481-1781) : Marseille port de guerre, Paris, Hachette, 1938, 479 p. (OCLC 38827732)
- Encyclopédie départementale des Bouches-du-Rhône, sous la direction de Paul Masson, publiée par le Conseil général avec le concours de la ville de Marseille et de la Chambre de commerce[2].